# Бен-Перец, Мирьям
Мирьям Бен-Перец (ивр. מרים בן פרץ‎, в девичестве Рабин, нем. Rabin; 1 апреля 1927, Бреслау, Германия — 15 июля 2020) — израильский педагог и исследовательница в сфере образования, автор работ на темы государственной политики в области образования и профессиональной подготовки учителей. Лауреат Премии Израиля (2006) в области образования, член Национальной академии образования (США, 2010).

## Биография
Родилась в 1927 году в семье Исраэля Авраама Рабина и Эстер Рабин. И Михаэль, ректор раввинской семинарии Бреслау, и Эстер были религиозными сионистами, членами движения «Мизрахи», и Эстер представляла женскую секцию движения на сионистских конгрессах, а позднее, после переезда в Палестину — в законодательном собрании («Асефат Нивхарим»). Старший единокровный брат Мирьям, Хаим Менахем Рабин, впоследствии стал видным семитологом, а младший брат Михаэль Озер Рабин — математиком и специалистом в области вычислительных систем, лауреатом премии Тьюринга.
В 1935 году семья Рабин иммигрировала в подмандатную Палестину, где поселилась в Хайфе. Михаэль Авраам Рабин занял должность директора начальной школы «Нецах Исраэль», финансируемой движением «Мизрахи», а Мирьям училась в средней школе «Реали». По окончании школы она присоединилась к учебно-тренировочной группе «Эмуним» в поселении Нахалат-Иехуда рядом с Ришон-ле-Ционом, а впоследствии стала членом еврейской организации самообороны «Хагана». Во время учёбы в группе «Эмуним» Мирьям познакомилась с Иосифом Коплером, за которого вышла замуж в 19 лет, в 1946 году. Позже молодая пара переехала в Иерусалим, где продолжала учёбу — Мирьям поступила в Еврейский университет на отделение биологии.
С началом Арабо-израильской войны и Мирьям, и Иосиф принимали участие в военных действиях. Мирьям была инструктором по стрелковому оружию и входила в женский отряд, оборонявший еврейский квартал Байт-ва-Ган. Её муж погиб в середине войны вместе с другими бойцами «отряда 35». Изуродованное тело Иосифа Коплера стало одним из первых похороненных на воинском кладбище на горе Герцля в Иерусалиме.
В 1949 году Мирьям вышла замуж вторично — за юриста Моше Бен-Переца, бывшего военного прокурора Хайфского округа и ВМС Израиля, а впоследствии партнёра в адвокатской фирме «Саломон и Лифшиц». В 1958 году она получила степень бакалавра биологии в Еврейском университете и с 1963 по 1969 год преподавала биологию в школе «Реали», одновременно продолжая учёбу в университете, уже на отделении педагогики. Окончила вторую степень в 1969 году, а в 1977 году защитила докторскую диссертацию под научным руководством Шломо Фокса и Авраама Майера. В рамках диссертации Бен-Перец разработала схему анализа учебных программ, и в дальнейшем эта тема оставалась центральной в её работе.
С 1969 года — в штате педагогического отделения Хайфского университета, в 1982—1990 годах адъюнкт-профессор и с 1990 года штатный профессор (с 1997 года профессор—эмерит). С 1978 по 1985 год — декан факультета образования. В 1988 году возглавила педагогическое отделение, в этой должности оставалась до 1993 года, когда стала президентом академического колледжа Тель-Хай. Это учреждение возглавляла до 1996 года (с 2001 года — член совета попечителей этого колледжа). В 1993 году участвовала в создании и до 2000 года руководила Центром еврейского образовия в Израиле и странах рассеяния при Хайфском университете.
Помимо Израиля, преподавала в разные годы как приглашённый профессор в Онтарийском исследовательском институте по образованию (Торонто), Университете Калгари, Альбертском университете (все — Канада), Майнцском университете им. Иоганна Гутенберга (Германия), Стэнфордском университете, Мичиганском университете и Рочестерском университете (Нью-Йорк, все — США).
Активно участвовала в процессе реформ системы образования Израиля. В 1993—1994 годах возглавляла комиссию министерства образования Израиля по реформе экзаменов на аттестат зрелости, в 1997—1998 годах — комиссию министерства образования по подготовке пятилетнего плана образовательной реформы в арабском секторе, а в 2000 году — комиссии министерства образования по реформе профессиональной подготовки учителей. С 1998 года входила в организационный комитет по подготовке учителей-методистов в системе школ «Мофет», в 2005 году — член подкомиссии по делам учителей в составе государственной рабочей группы по улучшению образования (известной как комиссия Доврата).
Неоднократно избиралась депутатом городского совета Хайфы (в 1973, 1983 и 1997 годах), в 1999—2003 годах — советник мэра Хайфы по вопросам науки, общества и внешних связей. Скончалась в июле 2020 года в возрасте 93 лет, оставив после себя трёх дочерей.

## Научная работа
В центре научных исследований Мирьям Бен-Перец находились вопросы разработки образовательных программ. В своих исследованиях она совмещала психологические исследования в области человеческой памяти, материалы по истории учительского дела и педагогические теории. Бен-Перец стала автором различных методик оценки эффективности образовательных программ, как на стадии их подготовки, так и на этапе реализации в школах. В своих исследованиях она рассматривает образовательную программу не как цельный продукт, а как модульную структуру, отдельные элементы которой педагог может приспосабливать к нуждам учеников
Другая значительная часть трудов Бен-Перец посвящена личностному и профессиональному развитию педагогов; в этой области она стала пионером применения компаративного подхода. Одно из наиболее известных исследований Бен-Перец занимается связью между личным жизненным опытом учителей, их развитием и способностью усваивать новые знания. В последние годы научной карьеры она уделяла особое внимание изучению еврейского образования в Израиле и странах рассеяния, сравнивая культурные особенности систем еврейского образования в разных странах и изучая влияние системы еврейских символов на национальное самосознание.
Мирьям Бен-Перец — автор ряда статей в «Международной энциклопедии образования» (англ. International Encyclopedia of Education) по таким темам как профессиональная подготовка учителей, разработка и реализация образовательных программ и социокультурное влияние на профессию учителя. Кроме того, ей написана статья «Профессия учителя» (англ. Teaching Profession) в «Оксфордской энциклопедии экономической истории».

## Награды и звания
Уже в 1971 году Мирьям Бен-Перец была удостоена премии имени Амоса де Шалита в области преподавания естественных наук от Института Вейцмана (Реховот). В 1997 году она стала лауреатом премии за достижения карьеры от секции B Американской ассоциации педагогических исследований за «многолетний выдающийся вклад в изучение образовательных программ» (англ. curriculum studies), а в 2012 году — лауреатом премии «Наследие» от секции К той же организации за заслуги в преподавании и подготовке преподавателей. В 2006 году Бен-Перец была присуждена Премия Израиля в области образования. В решении членов комиссии по присуждению премии подчёркивалась роль Бен-Перец — автора термина «куррикулярный потенциал» — в сфере исследований педагогического процесса, разработки образовательных программ и профессиональной подготовки преподавателей, а также её административная работа в качестве президента колледжа Тель-Хай и председателя комиссий по подготовке пятилетней реформы образования в арабском секторе и по реформе подготовки учителей. В 2010 году Мирьям Бен-Перец была избрана членом американской Национальной академии образования. В 2015 году ей была присуждена премия ЭМЕТ — израильская премия, вручающаяся за достижения в области искусства, науки и культуры — в номинации «общественные науки».
Помимо государственных и профессиональных наград, в 2001 году Мирьям Бен-Перец удостоена также звания почётной гражданки Хайфы.